# Междуправителствена организация
Междуправителствената организация, по-точно междудържавна организация, понякога неправилно наричана международна правителствена организация, е организация с членове суверенни държави и евентуално други междуправителствени организации.
Това са най-авторитетните международни организации, тъй като техните членове са държави - най-силните субекти на международните отношения. Сред най-известните такива организации са:
- Организация на обединените нации,
- Организация на Северноатлантическия договор,
- Европейски съюз и др.

Междуправителствените организации заемат важно място в международното право.